# Larbi Demmagh Latrous
 (novembre 2020).
Si vous disposez d'ouvrages ou d'articles de référence ou si vous connaissez des sites web de qualité traitant du thème abordé ici, merci de compléter l'article en donnant les références utiles à sa vérifiabilité et en les liant à la section « Notes et références ».
Larbi Demmagh Latrous (en arabe : العربي دماغ العتروس), né en décembre 1924 à Ouled Hbaba dans la wilaya de Skikda et mort le 28 octobre 2017 à Alger, est un homme politique algérien.

## Biographie
Il a été l'un des grands militants du Parti populaire algérien. Il a été élu membre du Conseil algérien du Mouvement pour le triomphe des libertés démocratiques en 1948 en tant que plus jeune député à l'âge de 24 ans et il parlait au Conseil algérien uniquement en arabe, bien qu'il parlait couramment le français.
Il participe à la bataille du 20 août 1955, au nord de Constantine et est emprisonné. Il a été ministre au gouvernement provisoire en 1958, chargé de mener une activité politique en faveur de la révolution en Amérique latine. Il s'est rendu en Chine et au Vietnam et a prononcé le discours de la délégation en arabe à Hanoï devant Ho Chi Minh.

### Après l'indépendance
Le premier ambassadeur de l'Algérie en Indonésie, puis en Yougoslavie, en Roumanie et au Pakistan.
Il a été nommé ministre de la Culture et était célèbre pour un incident où il a reçu une lettre du ministre français de la Culture et il a répondu par une lettre en arabe, disant : « Il m'a envoyé un message dans sa propre langue et je lui ai répondu avec un message dans ma propre langue. » Il est le seul ministre algérien à faire un tel travail.

### De ses paroles
« Messali El Hadj est le propriétaire de l'idée d'indépendance et il est vraiment le père du patriotisme. Mais c'est aussi un être humain, dont les décisions changent car la longue période d'exil et le milieu environnant ont affecté la mentalité et les idées de Messali, d'autant plus que les avocats français des trotskystes et des communistes l'ont influencé. »
« Le colonel Amirouche était un fanatique de la langue arabe, il interdisait aux soldats de la wilaya III de parler français. »
« Charles de Gaulle lui-même, quand on lui a dit que le Harki devait être protégé, a déclaré : « Je n'aime pas les traîtres[réf. nécessaire]. »

## Décès
Il est décédé le 28 octobre 2017 à l'hôpital militaire d'Aïn Naadja et les funérailles ont eu lieu dimanche au cimetière de Chéraga, à Alger.